# Le Bon Vouloir (kasteel)
Le Bon Vouloir (ook: Bon Vouloir) is een kasteeltje in de tot de West-Vlaamse gemeente Gistel behorende plaats Moere, gelegen aan Provincieweg 174.

## Geschiedenis
Het kasteeltje zou in 1889 of iets eerder gebouwd zijn in opdracht van de familie De Crombrugghe de Looringhe. Het is opgetrokken in eclectische stijl. Naast het hoofdgebouw, dat enkele trapgevels heeft, bevinden zich op het terrein enkele dienstgebouwen, zoals een koetshuis.
Het kasteeltje werd gebouwd om te dienen als jachthuis. De naam is afkomstig van een jagerslied dat door een familielid werd geschreven. Enkele overblijfselen uit de begintijd zijn de begroeting Salve boven de ingangspartij, een wapenschild boven de schouw, en de initialen in het smeedwerk van de voordeur.
Tijdens de Eerste Wereldoorlog gebruikten de Duitsers het gebouw als veldhospitaal. Het dak werd na de oorlog hersteld en kreeg toen het ruitenpatroon dat sindsdien in stand werd gehouden. In 1935 werd het kasteeltje verkocht en kreeg verschillende eigenaars. Tijdens de Tweede Wereldoorlog hadden de Duitsers zendmasten op het domein staan. Hierna raakte het uiteindelijk in verval om in 2001 te worden gerestaureerd en geschikt gemaakt voor evenementenlocatie.
Het kasteeldomein mat vanouds 6 ha, waarvan nog 1 ha overgebleven is.